# Alvinocaris
Genre
Alvinocaris est un genre de crevettes abyssales vivant au voisinage des sources hydrothermales, des suintements froids et des bassins de saumure. La première espèce de crevette liée aux environnements réduits de profondeur fut décrite dans ce genre en 1982.

## Liste des espèces
À l'heure actuelle, le genre comporte onze espèces au moins, :
- Alvinocaris brevitelsonis Kikuchi & Hashimoto, 2000
- Alvinocaris dissimilis Komai & Segonzac, 2005
- Alvinocaris komaii Zelnio & Hourdez, 2009
- Alvinocaris longirostris Kikuchi & Ohta, 1995
- Alvinocaris lusca Williams & Chace, 1982
- Alvinocaris markensis Williams, 1988
- Alvinocaris methanophila Komai, Shank & Van Dover, 2005
- Alvinocaris muricola Williams, 1988
- Alvinocaris niwa Webber, 2004
- Alvinocaris stactophila Williams, 1988
- Alvinocaris williamsi Shank & Martin, 2003